# Юфуцу (повіт)
Пові́т Ю́фуцу (яп. 勇払郡, ゆうふつぐん, МФА: [juːɸu̥t͡su guɴ]) — повіт в Японії, в округах Ібурі й Камікава префектури Хоккайдо. 